# Абрам Рабинович
Абрам Исакович Рабинович е литовско-руски шахматист, майстор от 1909 г.

## Биография
Абрам Рабинович се ражда във Вилнюс в еврейско семейство. През 1903 г. поделя 11 – 12-о място в Киев на третия всеруски турнир за майстори, спечелен от Михаил Чигорин. Пет години по-късно заема 19-о място в Прага. Гоина по-късно заема 2 – 3-то място във Вилнюс на шестото руско първенство по шахмат, спечелено от Акиба Рубинщайн. През 1911 г., Рабинович заема 19-21-во място в Карлсбад. През 1912 г. остава на 18-о място във Вилнюс.
По време на Първата световна война се премества да живее в Москва. В първенството на града заема 4-5-о място през 1916 г. и 3-то две години по-късно. На Всеруската шахматна олимпиада (Първо първенство по шахмат на СССР) поделя 5-7-о място. През 1922/23 г. заема 10-о място в Московското първенство. През 1924 г. заема 12-о място в Москва на първенството на СССР. През 1924 г. отново заема 10-о място в Московското първенство. През 1925 г. заема 9-10-о място в Съветското първенство и 4-то в Москва. През 1926 г. спечелва Московското първенство, постигайки същия резултат четири години по-късно.
Рабинович умира от глад през 1943 г. в Москва.